# Simon Kangoh
Gouposson Simon Kangoh (ur. 7 maja 1988 w Bloléquin) – iworyjski piłkarz grający na pozycji pomocnika. Od 2019 jest zawodnikiem klubu SC Gagnoa.

## Kariera klubowa
Swoją piłkarską karierę Kangoh rozpoczął w klubie Jeunesse Club d’Abidjan. W sezonie 2009 zadebiutował w jego barwach w pierwszej lidze iworyjskiej. W latach 2010–2012 grał w SO Armée. W latach 2012–2014 był zawodnikiem ghańskiego Berekum Chelsea FC, z którym w sezonie 2012/2013 został wicemistrzem Ghany. W latach 2014–2017 występował w SC Gagnoa, a w sezonie 2018/2019 w AS Tanda. W 2019 wrócił do SC Gagnoa. W sezonie 2021/2022 wywalczył z nim wicemistrzostwo Wybrzeża Kości Słoniowej.

## Kariera reprezentacyjna
W reprezentacji Wybrzeża Kości Słoniowej Kangoh zadebiutował 26 grudnia 2016 w zremisowanym 0:0 towarzyskim meczu z Zimbabwe, rozegranym w Abidżanie. Od 2016 do 2019 wystąpił w kadrze narodowej 3 razy.